# Garbanzal (Tumbes)
Garbanzal es un caserío peruano ubicado en el distrito de San Juan de la Virgen, perteneciente a la provincia y el departamento de Tumbes, al norte del Perú. 

## Ubicación
Garbanzal se ubica al norte de la provincia de Tumbes, en el distrito de San Juan de la Virgen, en el departamento de Tumbes.

## Demografía
En 2017 Garbanzal tenía una población de 995 habitantes.
| Gráfica de evolución demográfica de Garbanzal entre 1993 y 2017 |
|                                                                 |
| Fuentes: Población 1993 y 2017                                  |